# Sport-Verein Werder von 1899 2014-2015
Questa voce raccoglie le informazioni riguardanti il  Sport-Verein Werder von 1899  nelle competizioni ufficiali della stagione 2014-2015.

## Stagione
Questa stagione si apre con una vittoria molto sofferta nel primo turno della coppa nazionale contro l'Illertissen, che viene battuto per 3-2 soltanto dopo i tempi supplementari. La brutta prestazione della squadra nella partita inaugurale dell'annata è già un primo campanello d'allarme: il Werder esordisce infatti in campionato ottenendo un 2-2 sul campo dell'Hertha Berlino. Così, dopo aver raccolto solo quattro punti nelle prime nove giornate, frutto di quattro pareggi e cinque sconfitte e con l'ultimo posto in classifica, Robin Dutt viene sollevato dall'incarico; il suo posto viene preso da Viktor Skrypnyk, che aveva vestito la maglia del club dal 1996 al 2004. Il nuovo allenatore riesce a dare energia alla squadra: tra dicembre e gennaio inanella infatti una striscia di cinque vittorie consecutive che le consentono di uscire dai bassifondi della classifica. Pur venendo eliminata nel terzo turno di Coppa dall'Arminia Bielefeld, grazie all'entusiasmo portato dal nuovo tecnico e ai gol di Franco Di Santo il Werder conclude il campionato al decimo posto.

## Maglie e sponsor
Lo sponsor tecnico per la stagione 2014-2015 è Nike mentre gli sponsor ufficiali è Wiesenhof
| Casa | Trasferta |

## Rosa
| N. |                                 | Ruolo | Calciatore               |
| -- | ------------------------------- | ----- | ------------------------ |
| 1  | Germania (bandiera)             | P     | Raphael Wolf             |
| 2  | Argentina (bandiera)            | D     | Santiago García          |
| 3  | Italia (bandiera)               | D     | Luca Caldirola           |
| 4  | Spagna (bandiera)               | D     | Alejandro Gálvez         |
| 5  | RD del Congo (bandiera)         | D     | Assani Lukimya-Mulongoti |
| 6  | RD del Congo (bandiera)         | C     | Cédric Makiadi           |
| 7  | Danimarca (bandiera)            | D     | Jannik Vestergaard       |
| 8  | Germania (bandiera)             | D     | Clemens Fritz            |
| 9  | Argentina (bandiera)            | A     | Franco Di Santo          |
| 11 | Germania (bandiera)             | C     | Levin Öztunalı           |
| 14 | Bosnia ed Erzegovina (bandiera) | C     | Izet Hajrović            |
| 15 | Austria (bandiera)              | D     | Sebastian Prödl          |
| 16 | Austria (bandiera)              | C     | Zlatko Junuzović         |
| 17 | Germania (bandiera)             | C     | Özkan Yıldırım           |
| 18 | Germania (bandiera)             | D     | Felix Kroos              |

| N. |                      | Ruolo | Calciatore             |
| -- | -------------------- | ----- | ---------------------- |
| 19 | Germania (bandiera)  | D     | Luca-Milan Zander      |
| 20 | Belgio (bandiera)    | P     | Koen Casteels          |
| 21 | Germania (bandiera)  | C     | Levent Ayçiçek         |
| 22 | Germania (bandiera)  | A     | Fin Bartels            |
| 23 | Rep. Ceca (bandiera) | D     | Theodor Gebre Selassie |
| 26 | Germania (bandiera)  | C     | Julian von Haacke      |
| 27 | Germania (bandiera)  | A     | Davie Selke            |
| 28 | Germania (bandiera)  | A     | Melvyn Lorenzen        |
| 30 | Germania (bandiera)  | P     | Michael Zetterer       |
| 35 | Germania (bandiera)  | C     | Maximilian Eggestein   |
| 37 | Germania (bandiera)  | D     | Janek Sternberg        |
| 38 | Germania (bandiera)  | D     | Marnon-Thomas Busch    |
| 40 | Germania (bandiera)  | P     | Raif Husić             |
| 44 | Germania (bandiera)  | C     | Philipp Bargfrede      |

## Organigramma societario
Area tecnica
- Allenatore: Viktor Skripnik
- Allenatore in seconda: Torsten Frings, Florian Kohfeldt
- Preparatore dei portieri: Christian Vander
- Preparatori atletici: Jens Beulke

## Risultati

### Bundesliga

#### Girone di andata
| Arbitro: | Kinhöfer |

|                   |           |                                    |
| Schieber 16’, 47’ | Marcatori | 53’ Lukimya-Mulongoti 55’ Di Santo |

| Arbitro: | Hartmann |

|            |           |             |
| Gálvez 59’ | Marcatori | 19’ Firmino |

| Arbitro: | Dingert |

|                                   |           |                                    |
| Jedvaj 17’ Çalhanoğlu 63’ Son 73’ | Marcatori | 45’ Bartels 60’ Di Santo 85’ Prödl |

| Arbitro: | Fritz |

|                                                     |           |                              |
| Baier 14’ Verhaegh 45’ (rig.) Werner 77’ Matavž 90’ | Marcatori | 3’ Selke 56’ (rig.) Di Santo |

| Arbitro: | Stark |

|  |           |                                       |
|  | Marcatori | 48’ Meyer 51’ Neustädter 85’ Barnetta |

| Arbitro: | Sippel |

|                        |           |           |
| Rodríguez 15’ Olić 57’ | Marcatori | 37’ Busch |

| Arbitro: | Kircher |

|              |           |                  |
| Di Santo 31’ | Marcatori | 8’ (rig.) Darida |

| Arbitro: | Dankert |

|                                                           |           |  |
| Lahm 20’, 79’ Alonso 27’ Müller 43’ (rig.) Götze 45’, 86’ | Marcatori |  |

| Arbitro: | Brych |

|  |           |          |
|  | Marcatori | 59’ Ujah |

| Arbitro: | Stark |

|            |           |                   |
| Okazaki 3’ | Marcatori | 44’, 49’ Di Santo |

| Arbitro: | Winkmann |

|                       |           |  |
| Prödl 30’ Bartels 57’ | Marcatori |  |

| Arbitro: | Zwayer |

|                             |           |  |
| Rudņevs 83’ Wolf 90’ (aut.) | Marcatori |  |

| Arbitro: | Kircher |

|                                                 |           |  |
| Junuzović 10’ Selke 48’ Bartels 50’ Ayçiçek 80’ | Marcatori |  |

| Arbitro: | Dingert |

|                                                      |           |                            |
| Meier 34’, 68’ Seferović 52’ Aigner 76’ Stendera 80’ | Marcatori | 45’ Selassie 79’ Caldirola |

| Arbitro: | Welz |

|                                      |           |                                    |
| Junuzović 36’ Lorenzen 55’ Selke 88’ | Marcatori | 12’ Stindl 62’ Joselu 64’ Kiyotake |

| Arbitro: | Hartmann |

|                                                  |           |               |
| Kruse 32’ (rig.) Wendt 38’ Kramer 64’ Hrgota 88’ | Marcatori | 51’ Junuzović |

| Arbitro: | Gräfe |

|                      |           |             |
| Selke 3’ Bartels 62’ | Marcatori | 69’ Hummels |

#### Girone di ritorno
| Arbitro: | Brych |

|                   |           |  |
| Di Santo 43’, 69’ | Marcatori |  |

| Arbitro: | Winkmann |

|              |           |                           |
| Bičakčić 34’ | Marcatori | 8’ Di Santo 52’ Bargfrede |

| Arbitro: | Sippel |

|                         |           |                |
| Selke 17’ Junuzović 29’ | Marcatori | 43’ Çalhanoğlu |

| Arbitro: | Dingert |

|                                                        |           |                       |
| Lukimya-Mulongoti 16’ Di Santo 23’ (rig.) Selassie 45’ | Marcatori | 21’ Klavan 79’ Werner |

| Arbitro: | Gräfe |

|           |           |           |
| Meyer 61’ | Marcatori | 90’ Prödl |

| Arbitro: | Fritz |

|                                                |           |                                             |
| Junuzović 9’ Di Santo 16’ Vieirinha 28’ (aut.) | Marcatori | 10’, 53’ Caligiuri 18’ Arnold 48’, 51’ Dost |

| Arbitro: | Aytekin |

|  |           |              |
|  | Marcatori | 35’ Di Santo |

| Arbitro: | Kinhöfer |

|  |           |                                           |
|  | Marcatori | 24’ Müller 45’ Alaba 76’, 90’ Lewandowski |

| Arbitro: | Hartmann |

|                    |           |           |
| Lehmann 88’ (rig.) | Marcatori | 27’ Selke |

| Brema 4 aprile 2015, ore 15:30 CEST 27ª giornata | Werder Brema | 0 – 0 referto | Magonza | Weserstadion (41 000 spett.)\| Arbitro: \| Weiner \| |
| Arbitro:                                         | Weiner       |               |         |                                                      |

| Arbitro: | Perl |

|                              |           |                           |
| Gentner 15’ Ginczek 70’, 90’ | Marcatori | 50’ Selke 86’ Vestergaard |

| Arbitro: | Stark |

|                     |           |  |
| Di Santo 84’ (rig.) | Marcatori |  |

| Arbitro: | Meyer |

|                             |           |                        |
| Vrančić 25’ Stoppelkamp 27’ | Marcatori | 45’ Selke 75’ Hajrović |

| Arbitro: | Hartmann |

|           |           |  |
| Selke 66’ | Marcatori |  |

| Arbitro: | Aytekin |

|            |           |               |
| Stindl 21’ | Marcatori | 78’ Junuzović |

| Arbitro: | Dingert |

|  |           |                  |
|  | Marcatori | 53’, 85’ Raffael |

| Arbitro: | Gräfe |

|                                          |           |                           |
| Kagawa 15’ Aubameyang 17’ Mxit'aryan 42’ | Marcatori | 26’ Öztunalı 85’ Selassie |

### Coppa di Germania
| Arbitro: | Gerach |

|                         |           |                                                    |
| Nebel 25’ Hämmerle 102’ | Marcatori | 4’ (rig.) Hajrović 93’ Lukimya-Mulongoti 99’ Selke |

| Arbitro: | Schmidt |

|  |           |                          |
|  | Marcatori | 31’ Bartels 49’ Di Santo |

| Arbitro: | Dankert |

|                               |           |           |
| Junglas 32’, 84’ Schuppan 57’ | Marcatori | 76’ Fritz |

## Statistiche

### Statistiche di squadra
| Competizione      | Punti | In casa | In casa | In casa | In casa | In casa | In casa | In trasferta | In trasferta | In trasferta | In trasferta | In trasferta | In trasferta | Totale | Totale | Totale | Totale | Totale | Totale | DR  |
| Competizione      | Punti | G       | V       | N       | P       | Gf      | Gs      | G            | V            | N            | P            | Gf           | Gs           | G      | V      | N      | P      | Gf     | Gs     | DR  |
| ----------------- | ----- | ------- | ------- | ------- | ------- | ------- | ------- | ------------ | ------------ | ------------ | ------------ | ------------ | ------------ | ------ | ------ | ------ | ------ | ------ | ------ | --- |
| Bundesliga        | 43    | 17      | 8       | 4       | 5       | 25      | 24      | 17           | 3            | 6            | 8            | 25           | 41           | 34     | 11     | 10     | 13     | 50     | 65     | -15 |
| Coppa di Germania | -     | 0       | 0       | 0       | 0       | 0       | 0       | 3            | 2            | 0            | 1            | 6            | 5            | 3      | 2      | 0      | 1      | 6      | 5      | +1  |
| Totale            | -     | 17      | 8       | 4       | 5       | 25      | 24      | 20           | 5            | 6            | 9            | 31           | 46           | 37     | 13     | 10     | 14     | 56     | 70     | -14 |

### Andamento in campionato
| Giornata  | 1 | 2 | 3  | 4  | 5  | 6  | 7  | 8  | 9  | 10 | 11 | 12 | 13 | 14 | 15 | 16 | 17 | 18 | 19 | 20 | 21 | 22 | 23 | 24 | 25 | 26 | 27 | 28 | 29 | 30 | 31 | 32 | 33 | 34 |
| --------- | - | - | -- | -- | -- | -- | -- | -- | -- | -- | -- | -- | -- | -- | -- | -- | -- | -- | -- | -- | -- | -- | -- | -- | -- | -- | -- | -- | -- | -- | -- | -- | -- | -- |
| Luogo     | T | C | T  | T  | C  | T  | C  | T  | C  | T  | C  | T  | C  | T  | C  | T  | C  | C  | T  | C  | C  | T  | C  | T  | C  | T  | C  | T  | C  | T  | C  | T  | C  | T  |
| Risultato | N | N | N  | P  | P  | P  | N  | P  | P  | V  | V  | P  | V  | P  | N  | P  | V  | V  | V  | V  | V  | N  | P  | V  | P  | N  | N  | P  | V  | N  | V  | N  | P  | P  |
| Posizione | 6 | 9 | 11 | 13 | 16 | 17 | 18 | 18 | 18 | 18 | 16 | 17 | 14 | 17 | 17 | 18 | 16 | 12 | 11 | 8  | 8  | 8  | 9  | 8  | 9  | 9  | 9  | 9  | 7  | 9  | 7  | 8  | 8  | 10 |

Legenda:

Luogo: C = Casa; T = Trasferta. Risultato: V = Vittoria; N = Pareggio; P = Sconfitta.

### Statistiche dei giocatori
| Giocatore            | Bundesliga | Bundesliga | Bundesliga  | Bundesliga | Coppa di Germania | Coppa di Germania | Coppa di Germania | Coppa di Germania | Totale   | Totale | Totale      | Totale     |
| Giocatore            | Presenze   | Reti       | Ammonizioni | Espulsioni | Presenze          | Reti              | Ammonizioni       | Espulsioni        | Presenze | Reti   | Ammonizioni | Espulsioni |
| -------------------- | ---------- | ---------- | ----------- | ---------- | ----------------- | ----------------- | ----------------- | ----------------- | -------- | ------ | ----------- | ---------- |
| K. Casteels          | 6          | 0          | 0           | 0          | 1                 | 0                 | 0                 | 0                 | 7        | 0      | 0           | 0          |
| R. Husic             | -          | -          | -           | -          | -                 | -                 | -                 | -                 | -        | -      | -           | -          |
| R. Wolf              | 27         | 0          | 1           | 0          | 2                 | 0                 | 0                 | 0                 | 29       | 0      | 1           | 0          |
| M. Zetterer          | -          | -          | -           | -          | -                 | -                 | -                 | -                 | -        | -      | -           | -          |
| M. Busch             | 9          | 1          | 0           | 0          | 1                 | 0                 | 0                 | 0                 | 10       | 1      | 0           | 0          |
| L. Caldirola         | 7          | 1          | 2           | 1          | 1                 | 0                 | 0                 | 0                 | 8        | 1      | 2           | 1          |
| C. Fritz             | 27         | 0          | 4           | 1          | 3                 | 1                 | 2                 | 1                 | 30       | 1      | 6           | 2          |
| Gálvez               | 20         | 1          | 6           | 0          | 2                 | 0                 | 0                 | 0                 | 22       | 1      | 6           | 0          |
| S. García            | 24         | 0          | 8           | 0          | 3                 | 0                 | 1                 | 0                 | 27       | 0      | 9           | 0          |
| T. Selassie          | 26         | 3          | 0           | 0          | 2                 | 0                 | 0                 | 0                 | 28       | 3      | 0           | 0          |
| A. Lukimya-Mulongoti | 22         | 2          | 1           | 0          | 1                 | 1                 | 0                 | 0                 | 23       | 3      | 1           | 0          |
| S. Prödl             | 22         | 3          | 5           | 0          | 2                 | 0                 | 0                 | 0                 | 24       | 3      | 5           | 0          |
| J. Sternberg         | 14         | 0          | 2           | 0          | 1                 | 0                 | 0                 | 0                 | 15       | 0      | 2           | 0          |
| J. Vestergaard       | 15         | 1          | 3           | 0          | 1                 | 0                 | 0                 | 0                 | 16       | 1      | 3           | 0          |
| L. Zander            | -          | -          | -           | -          | -                 | -                 | -                 | -                 | -        | -      | -           | -          |
| L. Ayçiçek           | 11         | 1          | 1           | 0          | 1                 | 0                 | 0                 | 0                 | 12       | 1      | 1           | 0          |
| P. Bargfrede         | 16         | 1          | 3           | 0          | -                 | -                 | -                 | -                 | 16       | 1      | 3           | 0          |
| F. Bartels           | 29         | 4          | 5           | 0          | 3                 | 1                 | 2                 | 0                 | 32       | 5      | 7           | 0          |
| M. Eggestein         | 2          | 0          | 0           | 0          | -                 | -                 | -                 | -                 | 2        | 0      | 0           | 0          |
| L. Fröde             | 1          | 0          | 0           | 0          | -                 | -                 | -                 | -                 | 1        | 0      | 0           | 0          |
| Z. Junuzović         | 33         | 6          | 6           | 0          | 2                 | 0                 | 0                 | 0                 | 35       | 6      | 6           | 0          |
| F. Kroos             | 26         | 0          | 4           | 0          | 3                 | 0                 | 0                 | 0                 | 29       | 0      | 4           | 0          |
| C. Makiadi           | 18         | 0          | 1           | 0          | 1                 | 0                 | 0                 | 0                 | 19       | 0      | 1           | 0          |
| L. Öztunalı          | 16         | 1          | 1           | 0          | 1                 | 0                 | 0                 | 0                 | 17       | 1      | 1           | 0          |
| J. Haacke            | -          | -          | -           | -          | -                 | -                 | -                 | -                 | -        | -      | -           | -          |
| Ö. Yıldırım          | 1          | 0          | 0           | 0          | -                 | -                 | -                 | -                 | 1        | 0      | 0           | 0          |
| F. Di Santo          | 26         | 13         | 8           | 0          | 2                 | 1                 | 0                 | 0                 | 28       | 14     | 8           | 0          |
| I. Hajrović          | 19         | 1          | 0           | 0          | 3                 | 1                 | 0                 | 0                 | 22       | 2      | 0           | 0          |
| M. Lorenzen          | 3          | 1          | 0           | 0          | -                 | -                 | -                 | -                 | 3        | 1      | 0           | 0          |
| D. Selke             | 30         | 9          | 4           | 0          | 3                 | 1                 | 0                 | 0                 | 33       | 10     | 4           | 0          |
| E. Elia              | 9          | 0          | 1           | 0          | 1                 | 0                 | 0                 | 0                 | 10       | 0      | 1           | 0          |
| O. Hüsing            | 2          | 0          | 0           | 0          | -                 | -                 | -                 | -                 | 2        | 0      | 0           | 0          |
| L. Obraniak          | 2          | 0          | 1           | 0          | 1                 | 0                 | 0                 | 0                 | 3        | 0      | 1           | 0          |
| N. Petersen          | 7          | 0          | 0           | 0          | 1                 | 0                 | 0                 | 0                 | 8        | 0      | 0           | 0          |
| R. Strebinger        | 2          | 0          | 0           | 0          | -                 | -                 | -                 | -                 | 2        | 0      | 0           | 0          |